# Saint-Claude (Jura)
Saint-Claude – miejscowość i gmina we Francji, w regionie Burgundia-Franche-Comté, w departamencie Jura.
Według danych na rok 1990 gminę zamieszkiwały 12 704 osoby, a gęstość zaludnienia wynosiła 181 osób/km² (wśród 1786 gmin Franche-Comté Saint-Claude plasuje się na 10 miejscu pod względem liczby ludności, natomiast pod względem powierzchni na miejscu 2).
Z Saint-Claude pochodzi Angelique Boyer, meksykańska aktorka.

## Współpraca
- Rottenburg am Neckar, Niemcy